# Шатобриан (соус)
Соус шатобриа́н (фр. Chateaubriand) — кулинарный соус французской кухни, который обычно подается к горячим блюдам из говядины или баранины, часто с филе шатобриан и с турнедо.

### Происхождение
Происхождение соуса «шатобриан» является предметом дискуссий. Некоторые думают, что его создал личный повар Франсуа-Рене Шатобриана, другие — что соус придумали в ресторане «Шампо» в честь публикации книги Шатобриана Itinéraire de Paris à Jérusalem («Путешествие из Парижа в Иерусалим»).

### Приготовление
Мелко нарезанные лук-шалот и грибы обжаривают в сливочном масле, добавляют тимьян, размолотый перец и белое вино и уваривают до половины объёма. Добавляют до первоначального объёма сок, образовавшийся при жарке мяса или коричневый телячий бульон и зелёное масло. Некоторые рецепты включают также лимонный сок, кайенский перец, демиглас. Соус снова уваривают на 1/3, посыпают рубленым эстрагоном и заправляют пряным маслом. Соус шатобриан подаётся горячим к мясу. Рецепт сложный, приготовление соуса занимает около 11 часов.

### Блюда
Соус шатобриан подаётся исключительно к мясу. Первоначально с этим соусом готовили филе шатобриан с отварным картофелем. Сейчас филе шатобриан чаще предлагают с соусом беарнез.
С соусом готовят турнедо вилларет (фр. tournedos villaret). Жареную говяжью вырезку гарнируют пюре из фасоли и шляпками грибов, заполненными соусом шатобриан. В блюде турнедо виллемер (фр. villemer tournedos) соус подаётся к жареной вырезке с жареными куриными крокетами, языком и трюфелями.